# Psilogramma japonica
Psilogramma japonica là một loài bướm đêm thuộc họ Sphingidae. Loài này có ở Nhật Bản.